# Lycopus rubropictus
Lycopus rubropictus är en spindelart som beskrevs av Thomas Workman 1896. Lycopus rubropictus ingår i släktet Lycopus och familjen krabbspindlar.
Artens utbredningsområde är Singapore. Inga underarter finns listade i Catalogue of Life.